# Ivana Chýlková
Ivana Chýlková, rozená Jánská (* 27. září 1963 Frýdek-Místek nebo Praha), je česká filmová a divadelní herečka.

## Životopis
Absolvovala Státní konzervatoř v Ostravě, poté byla přijata na katedru herectví DAMU v Praze, jejíž studium dokončila v roce 1985.
Na DAMU chodila do stejného ročníku jako Karel Roden a řada dalších talentovaných kolegů (Jitka Asterová, Vilma Cibulková, Veronika Žilková a Eva Holubová). Příležitostně zpívala, např. ve skupině Žentour a na představeních divadla Sklep.
Po tříletém působení (1988–1991) v Činoherním studiu v Ústí nad Labem hrála dva roky v Divadle Na zábradlí. Od roku 1993 je členkou pražského Činoherního klubu.
Ještě při studiu na DAMU debutovala roličkou jedné z mnoha dívek stárnoucího donchuána Leoše Suchařípy ve snímku Faunovo velmi pozdní odpoledne (1983). Po větší roli ve slovenském filmu Iná láska (1985) se prosadila postavou vyzývavé milenky Karla Heřmánka ve filmu Dobré světlo (1986). Její první nezapomenutelnou rolí se stala Dana v režijním debutu Ireny Pavláskové Čas sluhů (1989). Do dějin českého filmu se dále zapsala jako Olga z filmu Díky za každé nové ráno (1994), za kterou byla oceněna Českým lvem. Za roli paní Marty v seriálu Přítelkyně z domu smutku (1992) obdržela Velkou zlatou cenu na televizním festivalu v Cannes.

## Osobní život

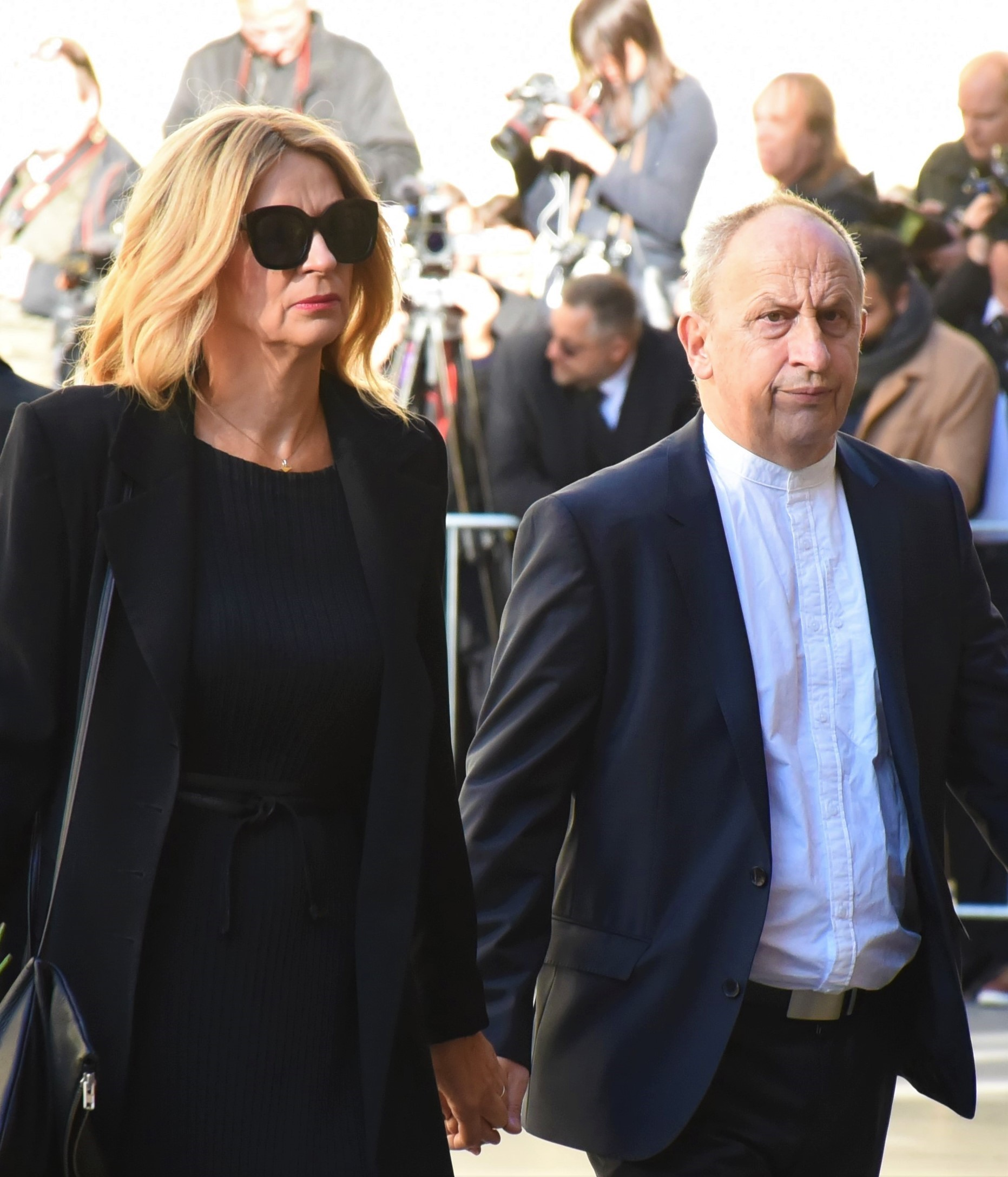
Ivana Chýlková a Jan Kraus na pohřbu Karla Gotta, 2019

Jejím partnerem byl herec Karel Roden. Od jejich rozchodu v 90. letech je jejím partnerem moderátor Jan Kraus, se kterým má syna Jáchyma (* 1. srpna 1998).

## Dílo

### Divadlo
- Činoherní studio v Ústí nad Labem
- Divadlo Na zábradlí
- Činoherní klub
- Studio DVA divadlo

### Film, seriál, televizní tvorba

#### 1980–1989
- Samorost (1983) jako medička Iveta
- Katapult (1983)
- Faunovo velmi pozdní odpoledne (1983) jako Kateřina
- Iná láska (1985) jako Edita
- Bloudění orientačního běžce (1985) jako Kamila
- Bylo nás šest (1985) jako Eva Ryllichová
- Povídka s dobrým koncem (1986)
- Papilio (1986) jako Telcová
- Dobré světlo (1986)
- Krajina s nábytkem (1986) jako Pavla
- Můj hříšný muž (1986)
- Hauři (1987) jako Alena
- Černá punčocha (1988)
- Štek (1988) jako Heda
- Tichý společník (1988) jako Hybernová
- Druhý dech (1988)
- Čas sluhů (1989) jako Dana
- Zvířata ve městě (1989) jako Inge
- Něžný barbar (1989) jako Tereza

#### 1990–1999
- Divoká svině (1990) jako Daniela
- Houpačka (1990) jako Víznerová
- Král kolonád (1990) jako Valerie
- O babě hladové (1990)
- Rama Dama (1990)
- Ta naše písnička česká II (1990) jako zpěvačka
- Tvrdý chleba (1990)
- V žáru královské lásky (1990) jako kněžna
- Princezna Duše (1991)
- Usmívat se, prosím (1991)
- Co teď a co potom? (1992)
- Dobročinný večírek (1992)
- Přítelkyně z domu smutku (1992) jako Marta
- Dědictví aneb Kurvahošigutntag (1993) jako Ulrichová
- Hostina (1993)
- Kanárská spojka (1993) jako Dona Carmen
- Sedmero krkavců (1993) jako Milada
- O zvířatech a lidech (1994)
- Díky za každé nové ráno (1994) jako Olga
- Vášnivý polibek (1994) jako Hana
- Když se slunci nedaří (1995) jako Golová
- Má je pomsta (1995) jako Miriam
- Trio (1995)
- Život na zámku (1995) jako JUDr. Bohatová
- Králův šašek (1997)
- O spanilé Jašince (1997)
- Čas dluhů (1998) jako Dana
- Jezerní královna (1998) jako Jezerní královna
- Stín (1998)
- Stůj, nebo se netrefím (1998) jako Uršula - zpěv na konci filmu
- Praha očima... (1999) jako žena z dvojice v metru

#### 2000–2009
- Hodina pravdy (2000)
- Hurá na medvěda (2000) jako Lenka
- Oběti a vrazi (2000) jako Jana
- Přízraky mezi námi (2000)
- Ze života pubescentky (2000)
- Hříšná holka (2001)
- Černí andělé (2001)
- Přízraky mezi námi (2001)
- Archa pro Vojtu (2002) jako učitelka
- Hvězda života (2002) jako Černá paní, Bílá paní
- Musím tě svést (2002) jako Martina
- Nevěrné hry (2003) jako Ivanka
- Hop nebo trop (2004) jako Ing. Bára Dušková
- Josef a Ly (2004)
- On je žena! (2004) jako Zina Maxová, Zoran Zahálka
- Cesta do Vídně a zpátky (2006)
- Hadí tanec (2005) jako Olga
- Jasnovidec (2005)
- Maska a tvář (2005)
- Skřítek (2005) jako mistrová
- Gympl (2007) jako Kolmanová
- O život (2008) jako řidička
- Taková normální rodinka (film) (2008)
- Soukromé pasti – díl Tři do páru (2008) jako Hančina matka
- Klub osamělých srdcí (2009) jako Stratilová

#### 2010–2019
- 2011 – Venušánkovy příběhy ze Země děda Praděda (zlá čarodějnice Sobera)
- 2011 – Perfect Days - I ženy mají své dny (Erika)
- 2011 – O mé rodině a jiných mrtvolách (Kristýna Chmurná)
- 2011–2012 – Kriminálka Anděl (podplukovnice Dagmar Kopecká)
- 2012 – Stín smrtihlava (soudní psycholožka Ivana Taterová)
- 2012 – Nejlepší Bakaláři
- 2013 – Kovář z Podlesí (Bedla)
- 2013 – Donšajni (Markétčina dcera Adélka)
- 2014 – Vejška (Kolmanová)
- 2014 – Dědictví aneb Kurvaseneříká
- 2014 – Tři bratři (macecha)
- 2015 – Laputa
- 2016 – Tvoje tvář má známý hlas - hudebně - zábavná show TV Nova
- 2016 – The Parliament of Souls - krátkometrážní
- 2017 – Milada
- 2017 – Dáma a Král
- 2018 – Chata na prodej
- 2018 – Backstage (porotkyně)
- 2019 – Léto s gentlemanem
- 2019 – Cena za štěstí
- 2019 – Terapie
- 2019 – Linka (seriál)

### 2020–dosud
- 2020 – Chlap na střídačku
- 2021 – Zbožňovaný
- 2021 – Gump – pes, který naučil lidi žít
- 2021 – Osada (seriál)
- 2022 – Vyšehrad
- 2023 – Jak přežít svého muže
- 2023 – Buď chlap!
- 2024 – Gump – jsme dvojka
- 2025 – Vyšehrad Dvje
- 2025 – Džob

### Vybrané divadelní role
- Hudební divadlo Karlín
  - 2001–2007 – Zpívání v dešti (Lina Lamontová, filmová hvězda)
  - 2006–2011 – Producenti (Ulla)
  - 2011–2013 – Vražda za oponou (Curtains) (Carmen Bernstein – broadwayská producentka) – vystupuje v alternaci
- Činoherní klub
  - Třetí zvonění
  - Jednou k ránu
  - Kosmické jaro
  - Heda Gablerová
  - Od 1990 – Podivné odpoledne dr. Zvonka Burkeho (Svatava)
  - Od 2002 – Maska a tvář (Savina Graziová)
  - Od 2004 – Sexuální perverze v Chicagu (Joan Weberová)
  - 2006–2011 – Nebezpečné vztahy (Markýza de Merteuil)
  - Od 2008 – Bůh masakru (Veronika Houlliéová)
  - Od 2014 – Paní Warrenová (Kitty Warrenová)
- Divadlo Na zábradlí
  - Nahniličko (Poněkud dojatý) (Ballantines)
- Divadlo Bez zábradlí
  - 2002-2014 – Láska (inscenace se uvádí i nadále, avšak roli převzala Dana Morávková)
- Studio DVA
  - 2004-???? – Madame Melville
  - 2005–2012 – Absolvent
  - Od 2006 – Klára a Bára
  - Od 2010 – Hello, Dolly! (Dolly Leviová)
  - Od 2011 – Vánoční koleda – vystupuje v alternaci
  - Od 2013 – Hlava v písku
- Divadlo Kalich
  - Od 1995 – Nahniličko aneb Poněkud dojatý (Ballantines)
  - 2003 – Galileo (Giana di Medici)